# Провінція Бунґо
33°10′47″ пн. ш. 131°23′10″ сх. д. / 33.17972222° пн. ш. 131.38611111° сх. д.
Провінція Бунґо (яп. 豊後国 — бунґо но куні, «країна Бунґо») — історична провінція Японії у регіоні Кюсю на сході острова Кюсю. Відповідає території сучасної префектури Ойта.

## Короткі відомості
Віддавна Бунґо була складовою держави Тойокуні (豊国), яка у 7 столітті була поділена яматоськими монархами на дві адміністративні одиниці — Бунґо (豊後, «заднє Тойокуні») і Будзен (豊前, «переднє Тойокуні»). Провінціальний уряд розміщувався на території сучасного міста Ойта.
З 15 століття провінцією володів рід Отомо. За його урядування у 16 столітті у землях провінції поширилося християнство, яке прийняв голова цього роду Отомо Сорін. Наприкінці 16 століття Бунґо було розподілена між різними володарями, найбільчу частнину якої отримав рід Курода.
У період Едо (1603—1867) територія провінції поділялася на 7 автономних володінь: Кіцукі-хан роду Мацудайра гілки Номі, Хідзі-хан роду Кіносіта, Морі-хан роду Курусіма, Фунай-хан роду Мацудайра гілки Оґю, Усукі-хан роду Інаба, Саїкі-хан роду Морі й Ока-хан роду Накаґава.
У 1871, у результаті адміністративної реформи, провінція Бунґо була перетворена на префектуру Ойта.

## Повіти
- Амабе 海部郡
- Кунісакі 国埼郡
- Кусу 球珠郡
- Наоірі 直入郡
- Ойта 大分郡
- Оно 大野郡
- Хаямі 速見郡
- Хіта 日高郡